# Güster (Lauenburg)
Güster település Németországban, Schleswig-Holstein tartományban. Lakosainak száma 1358 fő (2023. december 31.). Güster Göttin (Lauenburg) és Langenlehsten községekkel határos.

## Népesség
A település népességének változása:
| Lakosok száma | 574  | 1278 | 1270 | 1321 | 1373 | 1358 |
|               | 1975 | 2017 | 2019 | 2021 | 2022 | 2023 |